# Eastbound & Down
Eastbound & Down är en amerikansk TV-serie från 2009 skapad av bland annat Jody Hill och Danny McBride, som spelar huvudrollen som karaktären Kenny Powers.

## Handling
Kenny Powers var en baseballspelare som tjänade stora pengar och hade stor framgång. Efter många år av knarkskandaler, utbrott och dåliga affärer så befinner sig Kenny Powers på botten igen. Han är tvungen att återvända till staden han lämnade när han blev känd, flytta in hos sin bror och dessutom arbeta som idrottslärare. Han märker snabbt att vägen tillbaka till karriären och allas hjärta är längre bort än han tror.

## Skådespelare
- Danny McBride – Kenny Powers
- John Hawkes – Dustin Powers
- Jennifer Irwin – Cassie Powers
- Steve Little – Stevie Janowski
- Katy Mixon – April Buchanon
- Andrew Daly – Terrence Cutler
- Adam Scott – Duke
- Will Ferrell – Ashley Schaeffer
- Ben Best – Clegg
- Craig Robinson – Reg Mackworthy